# 生生生生ダウンタウン
『生生生生ダウンタウン』（なまなまなまなまダウンタウン）は、1992年4月15日から1993年3月24日までTBSで放送されていたバラエティ番組である。タイトルから見ての通り、放送開始当初から9月までこの番組は生放送で、スタジオは当時完成したばかりの東京メディアシティ内のTBS砧スタジオが使われていた。

## 番組概要
放送時間は毎週水曜日20:00 - 20:54で、それまで放送されていた『わくわく動物ランド』の後番組としてスタートした。当初は、タイトル案に「いい国作ろうダウンタウン」というものがあったらしいが、松本人志がこのタイトルに決めた（ちなみに「いい国つくろうダウンタウン」は、後の『ダウンタウン・セブン』の仮タイトルとしても使われた）。
TBSの水曜日はナイター中継も多く組まれたことから、雨傘番組時は『雨雨雨雨ダウンタウン』というタイトルで放送された。
1993年1月のマーティン・セント・ジェームスを迎えた回では、終盤近くで皇太子徳仁（今上天皇）と小和田雅子（現在の皇后）の婚約成立を伝える緊急報道特番に差し替えられたため、当該回は番組途中で打ち切りとなり、後日再放送が行われた。
当初は生放送であったが、松本曰く「スタッフが放送部レベル」だったことにかなり不満に感じていたようである。またオンエアも、同年10月より内容がリニューアルされて、途中から生放送ではなくなり、収録の素人参加型のゲーム番組になると共に（末期は『ラブアタック』の様なカップル誕生企画になり、カップルを成立する為レギュラー陣が過激なゲームなどに体を張る内容から、後に素人とレギュラー陣が共同でゲームをする内容に変わった）、開始時とは全く異なる姿の番組となった。平均視聴率は10%前後をキープしていたが、当初期待されていたほどには伸びなかったことや、前述のスタッフとの軋轢やその他の諸事情もあったことから、わずか1年間で放送終了となった。
いわゆる"2丁目軍団"を中心としたレギュラー編成となっており、今田耕司、東野幸治、木村祐一、TEAM-0（山崎邦正（現：月亭方正）・軌保博光（現：てんつくマン））の他に、加藤貴子、木内美歩らが出演。TEAM-0は既に『ダウンタウンのガキの使いやあらへんで!』に出演しており、また今田も『ダウンタウンのごっつええ感じ』にレギュラー出演していたが、東野、木村はこの番組が東京発の全国区ゴールデン枠の初レギュラー番組となった。またアシスト的な役割でギリギリガールズが出演した。
松本人志は、この番組の失敗でTBS（の制作陣の一部）から距離を置くようになったが、この番組が終了した後も深夜で『ダウンタウン也』『ダウンタウン汁』のレギュラーを持っている。しかし『 - 汁』の終了後は2005年の『リンカーン』開始までの11年間、TBS制作のプライムタイムのレギュラー番組はなかった（その間、毎日放送制作の『ダウンタウン・セブン』<2001年10月 - 2003年3月放送>に出演していた。また松本単独では2002年10月から半年間放送されたTBS制作のスポーツバラエティ『サイボーグ魂』に出演、一方の浜田は2004年10月から1年間放送されたTBS制作のクイズ番組『オオカミ少年』にも出演していた）。その後TBSのプライムタイムにてダウンタウンの名がついた冠番組としては、当番組終了から21年後の2014年4月に開始される『水曜日のダウンタウン』まで待たねばならなかった。

## 出演

### 司会
- 松本人志（ダウンタウン）
- 浜田雅功（ダウンタウン）

### レギュラー陣
- 今田耕司
- 東野幸治
- 木村祐一
- 山崎邦正(TEAM-0)
- 軌保博光(TEAM-0)
- 加藤貴子（1992年4月 - 1992年9月）
- 木内美歩（1992年4月 - 1992年9月）
- ギリギリガールズ（1992年10月 - 1993年3月）

## 主な内容

### 最初の半年間
- サウナ大喜利
- セルフ！クイズサービス（パネルに書かれた単語に関するクイズをその場で10秒以内に作成し、正解・不正解の判定まで自分で行うクイズコーナー。松本チームとゲストチームの対決形式だった。）
- 松本流クイズ道場（毎回ゲストが出題するオリジナル問題に松本が回答する。不正解だと「松本流クイズ道場」と描かれた看板から1文字が取られてしまう。初回は「松」が取られて「本流クイズ道場」となり、その次は「イ」が取られて「本流クズ道場」…　となっていった。）
- 世界の国からコニャニャチハ（海外の素人参加者を呼び、その地で楽しまれている遊びをメンバーでやっていた）
- テレビ質屋（視聴者の私物と引き換えに視聴者の夢を叶えるための資金や番組が考えたアイディアを提供する。タイトルに何らかの問題があったらしく、のちにタイトルが「てれび金庫→テレビ夢商い」に改称される）
- 笑えば臭う!（足の臭いに近いとされる、人工の悪臭を作り、罰ゲームに使用していた。初期はショートネタをレギュラー出演者がランダムで一人ずつ行い制限時間まで観客が耐えると、人間一人が入れる広さのアクリル製ボックスの中に閉じ込め、臭いをボックス内に充満させ嗅がせていた。生放送のため残り放送時間がない場合は即、観客に悪臭を嗅ぐ回もあった。）

## 主題歌

### オープニングテーマ
- ごきげんよう! PARTY NIGHT （歌:米米CLUB、1992年10月 - 1993年3月）

### エンディングテーマ
- ブーメランストレート（生生生生ダウンタウンver.）（歌:西城秀樹、1992年10月 - 1993年3月）

## 特番
ダウンタウンの1億2000万人のスーパー電リク
当番組放送中の改編期に3回に渡って放送された。あらゆる趣旨のVTRの中からOAしてほしいものを視聴者からの電話投票で決めて、票の多かったものからOAしていく。

## ネット局
| 放送対象地域  | 放送局             | 系列    | 備考               |
| ------------- | ------------------ | ------- | ------------------ |
| 関東広域圏    | 東京放送           | TBS系列 | 制作局             |
| 北海道        | 北海道放送         | TBS系列 |                    |
| 青森県        | 青森テレビ         | TBS系列 |                    |
| 岩手県        | 岩手放送           | TBS系列 | [ 注 2 ]           |
| 宮城県        | 東北放送           | TBS系列 |                    |
| 山形県        | テレビユー山形     | TBS系列 |                    |
| 福島県        | テレビユー福島     | TBS系列 |                    |
| 新潟県        | 新潟放送           | TBS系列 |                    |
| 長野県        | 信越放送           | TBS系列 |                    |
| 山梨県        | テレビ山梨         | TBS系列 |                    |
| 静岡県        | 静岡放送           | TBS系列 |                    |
| 富山県        | チューリップテレビ | TBS系列 |                    |
| 石川県        | 北陸放送           | TBS系列 |                    |
| 中京広域圏    | 中部日本放送       | TBS系列 |                    |
| 近畿広域圏    | 毎日放送           | TBS系列 |                    |
| 島根県 鳥取県 | 山陰放送           | TBS系列 |                    |
| 広島県        | 中国放送           | TBS系列 |                    |
| 山口県        | テレビ山口         | TBS系列 |                    |
| 香川県 岡山県 | 山陽放送           | TBS系列 | [ 注 3 ]           |
| 愛媛県        | 伊予テレビ         | TBS系列 | 1992年10月開局から |
| 高知県        | テレビ高知         | TBS系列 |                    |
| 福岡県        | RKB毎日放送        | TBS系列 |                    |
| 長崎県        | 長崎放送           | TBS系列 |                    |
| 熊本県        | 熊本放送           | TBS系列 |                    |
| 大分県        | 大分放送           | TBS系列 |                    |
| 宮崎県        | 宮崎放送           | TBS系列 |                    |
| 鹿児島県      | 南日本放送         | TBS系列 |                    |
| 沖縄県        | 琉球放送           | TBS系列 |                    |

## スタッフ
- 構成
  - 【前期】：詩村博史、萩原芳樹、橋カツヒロ（橋克弘）、倉本美津留、三木聡、高須光聖、川野孝弘、伊藤正宏
  - 【後期】：詩村博史、萩原芳樹、加藤芳一、倉本美津留、三木聡、高須光聖、右近享、桃井伸介
- テクニカルディレクター：田中祥嗣（TMCst） / 水越俊之
- 美術プロデューサー：山田満郎
- ディレクター：荒井昌也、泉屋良樹、小野寺廉 / 片山剛、富田瑞穂（TBS・Estサブ）
- 演出：永峰明（創造商店）
- プロデューサー：赤木準平 / 大﨑洋（吉本興業）
- 技術協力：スウィッシュ・ジャパン、プログレッソ
- 収録スタジオ：東京メディアシティ
- 制作協力：吉本興業、TBS-V
- 製作著作：TBS